# Fantôme (Vanisher, Marvel Comics)
Pour les articles homonymes, voir Fantôme (homonymie).
ne doit pas être confondu avec le personnage du Fantôme (« Ghost »)
Telford Porter, 
dit le Fantôme (« Vanisher » en version originale) est un super-vilain évoluant dans l'univers Marvel de la maison d'édition Marvel Comics. Créé par le scénariste Stan Lee et le dessinateur Jack Kirby, le personnage de fiction apparaît pour la première fois dans le comic book X-Men #2 en novembre 1963.

## Biographie du personnage

### Origines
Né à Milton, dans le Massachusetts, le Fantôme est un mutant et un criminel professionnel capable de se téléporter dans n'importe quel lieu imaginable. Il commet une série de crimes spectaculaires, notamment la constitution d’une grande organisation criminelle, le vol de plans de défense confidentiels et la tentative d’extorsion de millions de dollars du gouvernement des États-Unis.
Il affronte pour la première fois les X-Men devant la Maison-Blanche où il exige une rançon contre des plans secrets du gouvernement qu'il a volés. Le Professeur Xavier le rend amnésique et le criminel est emprisonné.

### Parcours
Le Fantôme recouvre plus tard la mémoire et rejoint Facteur Trois (en) (Factor Three), une équipe de super-criminels. Il affronte de nouveau les X-Men et veut déclencher une Troisième Guerre mondiale entre les États-Unis et l'URSS. Il s'allie finalement aux X-Men pour lutter contre le chef extra-terrestre de Facteur Trois.
Il disparait pour un temps, puis resurgit pour combattre les Champions de Los Angeles. Faisant partie de la confrérie des mauvais mutants, il reprogramme des Sentinelles contre l'équipe californienne. Il est vaincu et piégé lors d'une téléportation par Darkstar.
Il est libéré lors d'une téléportation de Diablo. Il devient chef des Déchus (Fallen Angels), une bande de mutants voleurs, jusqu'à la séparation du groupe.
Il reste en retrait très longtemps, jusqu'à ce que Darkling le contrôle pour attaquer les New Warriors. Après l'avoir vaincu, ceux-ci l'aident à récupérer le contrôle de sa volonté.
Il affronte plus tard Spider-Man et est encore vaincu.
Piégé par son propre pouvoir, il ne doit sa libération qu'à Warpath, mutant du groupe X-Force.
On le revoit à la tête d'un cartel de la drogue en Amérique du Sud. Stacy X, Iceberg et Archangel l'arrêtent dans ses plans aux États-Unis.

### Recrue forcée
Récemment[Quand ?], le Fantôme dérobe un échantillon du virus Legacy dans un laboratoire de Mister Sinistre. La nouvelle équipe X-Force, conduite par Wolverine, le capture et le force à leur servir de téléporteur pour récupérer l'échantillon. Il reste un temps avec l'équipe qui voyage dans le futur pour retrouver et protéger Hope Summers, le bébé sauvé par Cable. Il aide aussi X-Force à vaincre l'armée de morts-vivants dirigés par Sélène, qui avait transformé Genosha en Necrosha. Il affronte en duel la mutante Blink. Il part ensuite avec Domino au Brésil pour un repos bien mérité.
Lorsque Cable et Hope réapparaissent dans le présent, Cyclope ordonne à Domino et Telport d'attendre à San Francisco. Quand ce dernier apprend que Bastion attaque. Il se téléporte dans sa maison close au Portugal, où l'attendent Steve Lang et ses hommes. Il reçoit plusieurs balles avant de se téléporter dans un désert. On ignore s'il a survécu.

## Pouvoirs et capacités
Le Fantôme est un mutant doté du pouvoir de se téléporter lui, ses vêtements et une quantité indéterminée de masse supplémentaire. Son pouvoir semble être de nature psionique. Apparemment, il traverse la dimension Darkforce lorsqu'il se téléporte d'un endroit à un autre sur Terre.
- Le Fantôme peut se transporter instantanément d'un point à un autre avec tout ce qu'il porte sur lui. Les limites de la portée et de la quantité maximale de masse qu'il peut téléporter avec lui-même sont inconnues, mais il a montré qu'il pouvait se téléporter ainsi que plusieurs autres personnes du sud de la Californie jusqu'à New York sans effort visible.
- Il possède une capacité extrasensorielle subconsciente qui l’empêche de matérialiser tout ou partie de son corps au sein d’un objet solide, même s'il n'a jamais été dans l'endroit où il se téléporte. Cela lui permet de se téléporter avec plus de facilité que le mutant Diablo des X-Men.
- Ses pouvoirs interagissaient autrefois avec ceux de Diablo, les envoyant tous les deux dans des dimensions différentes[1].

## Apparitions dans d'autres médias
Le Fantôme est brièvement interprété par l'acteur Brad Pitt lors d'un caméo dans le film Deadpool 2 (2018) de David Leitch, où le personnage meurt électrocuté. Dans le film, son pouvoir est d'être invisible en permanence, sauf au moment où il s'électrocute.